# 誕生日

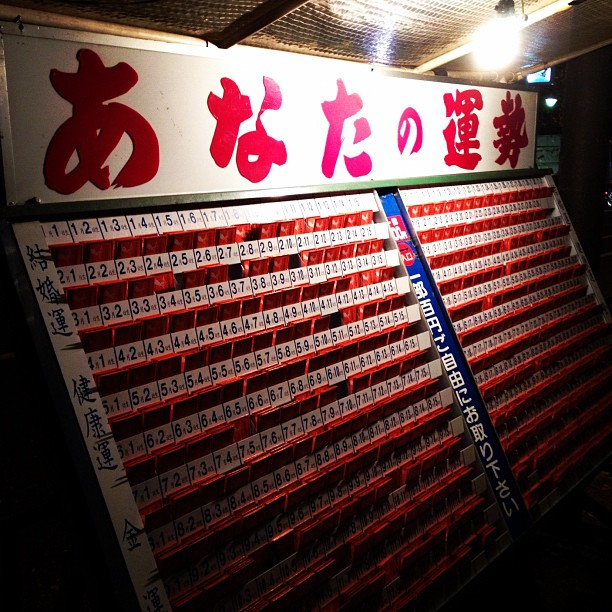
誕生日ごとの「あなたの運勢」

誕生日（たんじょうび）は、特定の人の生まれた日、あるいは、毎年迎える誕生の記念日のこと。派生的に、動物・物・サービスなどにも用いる場合がある。「○年○月○日」のような「年」の部分をつけてある特定の人などの誕生の日を示すこともあれば、単に「○月○日」のみで記念日を示すこともある。前者の「○年○月○日」の用法は、生年月日（せいねんがっぴ）と同義。
一般に、人は誕生日を迎えると1歳年齢を加えるものと考えられているが、法的な基準とは若干異なる（後述）。対義語は命日。

## 生まれた日（特定の一日）
日本においては誕生日は後述するように認識はされていたが、現在の満年齢方式ではなく数え年方式が取られていたため、年齢が加算される日付ではなかった。このため古代日本の戸籍制度では、生年月日の記録などは行われていなかった。
明治時代における戸籍の導入以降、出生届の段階で生年月日が記録され、住民票や運転免許証などの公文書にも記載されるため、自分の誕生日（生年月日）や年齢を認識できる人は多いが、誕生日と年齢の認識をあまり重要視していない国・文化圏もある。また、季節の差があまりない地域では、出生年の自認があいまいである人が多いこともある。
中国では古代には誕生日を祝う風習はなかった。灌仏会やクリスマスと異なり孔子の誕生日を祝う風習はなく、そもそも孔子の誕生日が何月何日かということも孔子本人が著名人の子ではないこともあって定説がない。誕生日を祝う風習が中国で行われるようになったのは南北朝時代に北魏で皇帝の誕生日が祝われたのが記録に残る最古の例であるという。儒教では、自分の誕生日は母親の命が危くなった日という考え方があり、『菜根譚』後集120には「子生まれて母危く」と記し、孝行者は自分の誕生日を祝わないとする。
サウジアラビアなどアラビア半島諸国やその他途上国では戸籍に生年月日を記録する制度が必ずしも完備されておらず、自分の生年月日や年齢を正確に把握できないまま成長する人が多い。このため、サウジアラビアのパスポート（旅券）では生年月日の記入は「任意」とされており、記載されていない人が大半である。
遊牧民はカレンダーを持たない生活が普通であり、今日が何月何日であるか把握しないで生活していることが普通であるため、誕生日や記念日といった習慣を持たない。
ムアンマル・アル＝カッザーフィー（カダフィ大佐）など、遊牧民出身者の誕生日は本人や家族も把握していないため、書類上の項目を埋めるために適当な日付が書かれていることが珍しくない。

## 毎年の誕生日（記念日）
しばしば誕生日には家族によってこの日が祝福されている。また知人・友人などが集まって誕生日会（誕生パーティー）などが開かれることもある。
日本には誕生日を祝う風習はなく、明治時代以降に西洋から導入された習慣である、と捉えられがちであるが、中世から近世においても個人の誕生日を祝う事例は多い。日本において最も古い誕生日祝賀の記録は、宝亀6年（775年）10月13日の光仁天皇の誕生日を祝って殺生を禁断し、群臣に酒宴を賜ったというものがある。これは天長節の名で呼ばれた天皇の誕生日を祝う儀式の始まりであるが、宝亀10年（779年）に再度行われて以降、公式な記録は明治時代まで途絶える。しかし内々では誕生日の祝賀が行われていたことが『御湯殿上日記』などの記述にみられる。また室町幕府将軍が毎月の誕生日に祈祷を行う儀式を行ったことや、織田信長が毎月の誕生日に参拝を行うよう求めたことが記録にある。江戸幕府将軍の誕生日にも群臣に餅や酒などの下賜が行われる儀礼があり、徳川家光の頃に整備されたとみられている。また将軍の子、生母、大御所の誕生日を祝った記録もある。家光・吉宗の時代には徳川家康の誕生日を祝う儀礼も行われた。また公家や大名、一般武士でも誕生日祝の儀礼はみられる。公家や大名が当主本人の祝賀を行うのに対して、一般武士は子女、特に長男の誕生日を祝う記録が多い。また一般庶民でも地域によっては誕生日を毎年祝う風習があった。慶応元年（1865年）には長崎において天皇と将軍の誕生日が祝日とされ、一般においても君主の誕生日が祝われることのはじまりとなった。
現代の日本では、誕生日会において、主賓（誕生日の人）が座る長方形テーブルの短辺側の1人分の席を、お誕生日席、お誕生席と呼ぶことがある。この語は、それ以外の食事会などでも比喩として用いられることもある。

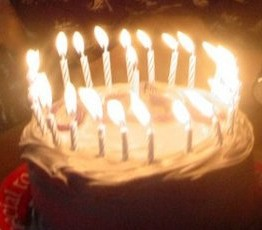
誕生日ケーキ

誕生日の行事にはさまざまな様式があるが、欧米風のひとつの典型というのは誕生日ケーキ（バースデーケーキ）にろうそくを灯し、「ハッピーバースデートゥーユー」の各国語のバージョンあるいはそれに類した歌を皆が歌い、皆が見守る中、誕生日を迎えた当人がろうそくを一気に吹き消し、ケーキを皆で食べる、というものである。またまれに、当人には内緒で友人が集い（隠れていて）突然現れ「誕生日おめでとう！」と祝うような、遊び心にあふれたことが行われることもある。
またその後プレゼントを渡されたときその場で開け喜ぶ顔を見せるなどして気分を盛り上げることが当事者の仕事である。
また日本の場合、高齢者が誕生日を迎えた際は、地方公共団体から祝い品などが届く場合がある。特に長寿（高齢）の場合には、地方公共団体の長などが直接自宅を訪れ祝福したり、広報や地域新聞などで報道されたりもする。

### 各地の風習
世界各地に誕生日に行われることがある様々な風習がある。例えば次のようなものである。
- スウェーデン - 起き抜けに祝う（祝われる本人は寝室で朝食を取ることになる）[15]。
- オランダ - 誕生日の人が菓子を配る。

### 誕生日に込められた意味
誕生日に込める意味や誕生日の思いについて言うと、例えば小さな子の親の側であれば一般的に、自分の子がその日まで無事生きてくれたことを祝う気持ちを込めて祝っている。聖者の誕生日について言えば、人々はその聖者がこの世界に誕生してくれたことに対する喜びや感謝の念を込めて祝っている。

## 誕生日と法律

### 年齢計算
年齢は暦に従って計算する（年齢計算ニ関スル法律第2項、民法143条準用（同条1項参照））。ただ、即時起算の場合とは異なり、暦に従って計算する場合には出生の日の扱いが問題となる。
本来、民法に定める期間計算の原則によれば、通常、契約等がなされる初日は24時間に満たない半端な日となるため切り捨てる。つまり、民法では「日、週、月又は年によって期間を定めたときは、期間の初日は、算入しない」ものとし（初日不算入の原則）、「ただし、その期間が午前零時から始まるときは、この限りでない」とする（民法140条）。
これに対し、年齢計算ニ関スル法律は、年齢は出生の日から起算するものとし、初日不算入の例外を定めている（年齢計算ニ関スル法律第1項）。
そして、その期間は起算日応当日の前日に満了する（年齢計算ニ関スル法律第2項、民法143条準用（同条2項参照））。
以上の条文から、年齢は生まれた日を0歳とし（0歳児は法律上、生後◯ヶ月と表現する。）、生まれた年の翌年以降、起算日に応当する日の前日が満了するたびに1歳ずつ加算する。つまり、加齢する時刻は誕生日前日が満了する「午後12時」（24時0分0秒）と解されている（「前日午後12時」と「当日午前0時」は時刻としては同じだが、属する日は異なることに注意）。

したがって、閏日である2月29日生まれの者は4年に1度しか加齢しないというわけではなく、毎年2月28日の午後12時に加齢することになる。

### 2月29日の場合（みなし誕生日）
平年（1年が365日の年）の場合、閏年の2月29日（閏日）に生まれた者には誕生日は存在しない。
ただし、満年齢は上述のとおり、誕生日前日(の24時)に加齢されるため、平年・閏年を問わず、毎年2月28日(の24時)に加齢されており、平年では3月1日生まれの者と同様に加齢される。
その上で、誕生日を基準に何かを定める場合、平年に誕生日は存在しないため、その前後の日（2月28日又は3月1日）のいずれかを誕生日とみなす必要が生じる。
日本の法令では、誕生日を有効期限・更新期限として定める各種免許・資格において、2月29日生まれの者については、平年の誕生日を2月28日とみなしている。ただし、「2月28日」とみなすのは当該法令で定める行政手続についてだけであり、これら以外の事柄についての統一的な法令上の定めはない。

## 祝日としての誕生日
世界の多くの国で、聖人や君主の誕生日にちなんだ祝日を設けている。なお、時の元首などの誕生日に応じて祝日が移動する国もある（日本の「天皇誕生日」など）。

### 聖者の誕生日
「クリスマスはイエス・キリストの誕生日」とする習慣的な考え方は、世界的に有名ではあるものの、実際には12月25日などは、歴史的には後付された設定であることがわかっており、歴史資料にも聖書などの経典にも、キリストの誕生日の記録はない。キリストと太陽神の考え方とが混交したり両者が同一視された結果、冬至の日（≒太陽が新たにうまれる日）あたりがそれに当てられたともされる。
イスラム教では、預言者ムハンマドの誕生日に関する記録は存在していない、エジプトで始まった預言者誕生祭の影響で預言者の誕生日を祝うムスリムと、誕生日自体を否定する派に意見が分かれている。ワッハーブ派は預言者ムハンマドの誕生日を祝うことを禁じているため、ワッハーブ派を国教とするサウジアラビアでは預言者誕生日を祝うことを禁じた法律があり、背教罪で死刑もありえる。一般的にイスラムの聖人の誕生日はヒジュラ暦を基準として定められており、グレゴリオ暦では毎年日付が異なる。
キリスト教の記念日は、日付は一定だが、正教会ではユリウス暦を使っているため、グレゴリオ暦を採用している地域より13日遅れとなる。
仏教の開祖釈迦の誕生日は明確な記録には残っておらず、地域によって異なる日が誕生日として祝われている。中国・日本においては太陰暦の4月8日が誕生日として扱われていたが、日本ではグレゴリオ暦導入以降にはグレゴリオ暦の4月8日が誕生日として扱われている。
| 宗教                          | 月日                         | 名称                     | 由来 |
| ----------------------------- | ---------------------------- | ------------------------ | --- |
| 仏教（日本）                  | 4月8日                       | 灌仏会                   | 釈迦牟尼仏の誕生日（本来は旧暦）。日本においては国定の祝日とはされていない。 |
| 仏教（中国）                  | 旧暦4月8日                   | 仏誕                     | 釈迦牟尼仏の誕生日。中国においては国定の祝日とはされていない。 |
| 上座部仏教                    | 仏滅紀元5 - 6月              | ウェーサーカ祭           | 釈迦牟尼仏の誕生日と悟り、その入滅を記念した日。1999年12月15日に国際連合はこの日を国際的に認知されるべき祝祭の日として認定し、国際連合ウェーサクの日として5月の満月の日を認定している。 |
| キリスト教                    | 6月24日                      | 聖ヨハネの日             | 聖ヨハネの誕生日 |
| キリスト教                    | 12月25日                     | クリスマス               | イエス・キリストの降誕を祝う日。 |
| スンナ派 （イスラム教）       | ラビー・アル＝アウワル月12日 | マウリド・アン＝ナビー   | ムハンマドの誕生日。 |
| シーア派 （イスラム教）       | ラビー・アル＝アウワル月17日 | マウリド・アン＝ナビー   | ムハンマドの誕生日。イランにおける祝日。 |
| シーア派 （イスラム教）       | ラジャブ月13日               | イマーム・アリー生誕祭   | 初代イマーム・アリー・イブン・アビー・ターリブの誕生日。イランにおける祝日。 |
| 十二イマーム派 （イスラム教） | シャアバーン月15日           | イマーム・マフディ生誕祭 | 12代イマーム・ムハンマド・ムンタザルの誕生日。イランにおける祝日。スンナ派ではイマームと認められていない                                                                                |

### 現任の君主・国家元首
君主制国家では君主の誕生日が祝日となっている例が多い。日本の文化の日や昭和の日など、特別な過去の君主の誕生日が祝日となっている例もある。
共和制国家では、現任国家元首の誕生日を国を挙げて祝うことは少ない。アメリカ合衆国のワシントン誕生日や朝鮮民主主義人民共和国の太陽節（金日成）、中華民国の国父誕辰紀念日（孫文）など、国民の父などと呼ばれる特別な国家元首の誕生日が祝日となっている例は多い。
また行事の関連などで、イギリス連邦の国王公式誕生日、 ルクセンブルクの大公公式誕生日、過去の日本の大正天皇誕生日（天長節）など実際の誕生日と異なる日が祝日とされることもある。

#### 祝日となっている現任の君主・国家元首の誕生日
| 国名                   | 月日         | 名称                 | 由来 |
| ---------------------- | ------------ | -------------------- | --- |
| 朝鮮民主主義人民共和国 | 1月8日       | 金正恩誕生日         | 最高指導者金正恩の誕生日 |
| ヨルダン               | 1月30日      | 国王誕生日           | 国王アブドゥッラー2世の誕生日 |
| ブータン               | 2月22日ごろ  | 国王誕生日           | 国王ジグミ・ケサル・ナムゲル・ワンチュクの誕生日。ブータンの祝日は太陰暦を基準として決められるため、太陽暦では日付は毎年異なる。                                                              |
| 日本                   | 2月23日      | 天皇誕生日           | 天皇徳仁の誕生日 |
| エスワティニ           | 4月19日      | 国王誕生日           | 国王ムスワティ3世の誕生日 |
| オランダ               | 4月27日      | 国王誕生日           | 国王ウィレム＝アレクサンダーの誕生日。 オランダ語ではKoningsdag（王の日）であり原義的には「誕生日」の意は含まない。                                                                           |
| タイ                   | 5月28日      | 国王誕生日           | 国王ラーマ10世の誕生日（父の日วันพ่อ）、タイでは王妃誕生日や前国王誕生日、王太妃の誕生日も祝日となっている。                                                                                    |
| カンボジア             | 5月14日      | 国王誕生日           | 国王ノロドム・シハモニの誕生日を祝う日。カンボジアでは前王妃誕生日も祝日とされる。 |
| 赤道ギニア             | 6月5日       | 共和国大統領の誕生日 | 大統領テオドロ・オビアン・ンゲマの誕生日を祝う日。 |
| マレーシア             | 6月第1月曜日 | アゴン誕生日         | 国王（アゴン）の誕生日を祝う日。マレーシアの国王は5年ごとの任期制であり、その都度改変される。                                                                                                 |
| ルクセンブルク         | 6月23日      | 大公公式誕生日       | ルクセンブルク大公の誕生日を祝う日。1947年制定。当時の大公シャルロットと、この年に生まれた大公子ジャンは1月生まれであったが、1月は悪天候が多いため、公式な誕生日は天候の良い6月に固定された。 |
| イギリス連邦           | -            | 国王公式誕生日       | イギリス連邦加盟国の一部では、国家元首としてのイギリスの君主の誕生日を祝う日を祝日としているが、実際の君主の誕生日と同一とは限らず、国によって異なる。                                        |
| トンガ                 | 7月4日       | 国王誕生日           | 国王トゥポウ6世の誕生日。トンガでは王太子の誕生日も祝日となる。 |
| ブルネイ               | 7月15日      | スルターン誕生日     | スルターンハサナル・ボルキアの誕生日。 |
| レソト                 | 7月17日      | 国王誕生日           | 国王レツィエ3世の誕生日。 |
| モロッコ               | 8月21日      | 国王誕生日           | 国王ムハンマド6世の誕生日。 |
| オマーン               | 11月19日     | 国王誕生日           | スルターンハイサム・ビン・ターリク・アール＝サイードの誕生日。 |

### その他の人物
| 国名           | 月日           | 名称             | 由来                                                             |
| -------------- | -------------- | ---------------- | ---------------------------------------------------------------- |
| アメリカ合衆国 | 1月の第3月曜日 | キング牧師記念日 | 公民権運動の指導者マーティン・ルーサー・キング・ジュニアの誕生日 |

## 誕生日を扱った歌曲や小説など

### 音楽
- ハッピーバースデートゥーユー - 誕生日に広く歌われる楽曲（1920年頃）
- ビートルズ「バースデイ」（1968年）
- aiko「瞳」
- 芦田愛菜「みんなのハッピーバースデイ」（竹内まりや書き下ろし）
- 175R「誕生日」
- 上戸彩「世界中がハッピーバースディ」
- AKB48「涙サプライズ!」「誕生日の夜」
- EXILE「Happy Birthday」
- 大塚愛「Birthday Song」
- 岡本真夜「ハピハピバースディ」
- 尾崎豊「きっと忘れない - HAPPY BIRTHDAY」
- 織田裕二「Happy Birthday」
- ORANGE RANGE「Happy Birthday Yeah! Yeah! Wow! Wow!」
- カントリー娘。に石川梨華（モーニング娘。）「初めてのハッピーバースディ」
- 熊木杏里「誕生日」
- くるり「BIRTHDAY」
- ケツメイシ「ハッピーバースデー」
- 国生さゆり「夜明けまで "Happy Birthday!"」
- 小林麻美「遠くからHAPPY BIRTHDAY」
- 小森まなみ「四季風はっぴぃばーすでぃ」
- サザンオールスターズ「Happy Birthday」
- さだまさし「HAPPY BIRTHDAY」「Birthday」
- ザ・ブルーハーツ「HAPPY BIRTHDAY」
- C-C-B「HAPPY BIRTHDAY AND I LOVE YOU」
- 下川みくに「Happy Birthday」
- スガシカオ「Happy Birthday」
- スティーヴィー・ワンダー「ハッピー・バースデイ」
- SMAP「Happy Birthday」
- 天才てれびくんMAX（ミュージックてれびくん）
  - ヴィーナス&マーズ（村田ちひろ、井出卓也、白木杏奈、ジョアン・ヤマザキ、川﨑樹音、橋本甜歌）「誕生日のうた」
  - バーンズ勇気、篠原愛実、木内梨生奈、細田羅夢、川﨑樹音「誕生日のうた2006」
- DREAMS COME TRUE「HAPPY HAPPY BIRTHDAY」
- 中島みゆき「誕生」
- 中西圭三「片想いのバースデー」
- NEWS「Happy Birthday」
- HOUND DOG「涙のBirthday」
- backnumber「Happy Birthday」
- 林原めぐみ「私にHappy Birthday」
- 原由子「誕生日の夜」
- B'z「Happy Birthday」
- 日奈森あむ（伊藤かな恵）「君のBirthday」
- 松田聖子「P・R・E・S・E・N・T」
- 松任谷由実「誕生日おめでとう」「Happy Birthday to You 〜ヴィーナスの誕生〜」
- MISIA「Birthday Cake」
- Mr.Children「Happy Birthday」「Birthday」
- mihimaru GT「Birthday Song feat. 常田真太郎（from スキマスイッチ）」
- 南沙織「バースデイ・トゥデイ」
- 森高千里「素敵な誕生日」
- 森山直太朗「バース@デイ〜ひとりぼっちの応援歌〜」
- 山猿「Happy Birthday」
- 山下達郎「HAPPY HAPPY GREETING」※KinKi Kidsへの提供曲
- YUI「Happy Birthday to you you」
- YUKI「バースディ」
- ゆず「贈る詩」
- 米川英之「届かないBirthday Song」
- より子「Happy Birthday To You」
- リンドバーグ「HAPPY BIRTHDAY」
- 渡辺美里「バースデイ」
- YUKA「HAPPY BIRTHDAY」
- 純烈「純烈のハッピーバースデー」

### 出版物・小説など
- 南総里見八犬伝　曲亭馬琴作、第57回で馬加鞍弥吾の誕辰の寿き（たんぜうびのことぶき、誕生日の祝宴）を描く
- わすれなぐさ　吉屋信子作、1932年7月から12月連載、誕生日会・誕生日プレゼントを描く
- 死靈　埴谷雄高作、1930年代東京を舞台に第9章では安寿子の誕生日を祝う集いを描く

- 『ハッピーになれる バースデー占い』（著：鏡リュウジ 発行：金の星社 2008 ISBN 4323071477）

366日の日付ごとに1冊ずつ発行されたもの

## その他
- 人がその誕生日に死亡する率は、他の日より上昇することが知られている。特に自殺率は、他の日より50%以上増えるという[24]。この現象は日本以外の地域でも見られる[25]。

- 誕生日のパラドックス

「人が何人か集まったとき、その中に誕生日が同じ人がいる確率が1/2より多いのは、何人集まったときからか」という問題。正解は23人である。感覚的な回答と、数学的計算による回答が乖離する、パラドックス問題の好例とされる。ちなみに70人集まれば、確率は99.9%を超える。
- 聖書中で明確に誕生日の祝いとして記述されている内容には「パロの誕生日」と「ヘロデの誕生日」があるが、そのどちらでも人が処刑されている[26][27]。